# Capo Crozier
Capo Crozier (in inglese Cape Crozier) segna il punto più orientale dell'isola di Ross in Antartide. Localizzato ad una latitudine di 77° 30′ Sud ed una longitudine di 169°20′E è stato scoperto durante la spedizione di James Clark Ross del 1841 ed intitolato a Francis Crozier, capitano della HMS Terror. Il vulcano estinto Terror, anch'esso scoperto durante la spedizione di Ross, si innalza da capo Crozier sino a raggiungere un'altitudine di 3 230 metri.

## Conservazione
L'area di Capo Crozier è stata designata come Area Specialmente Protetta dell'Antartide (codice ASPA 124).